# حقیقت (فیلم ۱۹۹۵)
حقیقت  {{به انگلیسی|Haqeeqat) یک فیلم سینمایی بالیوود هندی محصول سال ۱۹۹۵ میلادی به کارگردانی کوکو کوهلی است. بازیگران اصلی این فیلم اجی دیوگن و تابو می‌باشند.
فیلم موفقیت‌آمیز بود و یازدهمین فیلم پرفروش گیشه آن زمان شد.

## بازیگران
- اجی دیوگن در نقش آجی (شیوا)
- تابو در نقش سودا مالهوترا
- آمریش پوری در نقش بازرس شیوچاران
- آریونا ایرانی در نقش خانم دیوید
- جانی لور در نقش تونی
- هیمانی شیوپوری در نقش کامینی
- رامی ردی در نقش آنا
- آنجانا ممتاز در نقش سومیتا
- موهان جوشی در نقش بیهیوی سینگ